# Kulltjärnen (Karlskoga socken, Värmland)
Kulltjärnen är en sjö i Karlskoga kommun i Värmland och ingår i Göta älvs huvudavrinningsområde. Sjön är 5 meter djup, har en yta på 0,013 kvadratkilometer och är belägen 144,9 meter över havet.